# Consejo Supremo de Economía Nacional de la Unión Soviética
Vesenjá (VSNJ) (en ruso: Высший совет народного хозяйства; trans. Vysshi soviet naródnogo joziáystva; abrev. ВСНХ) fue el Consejo Supremo de Economía Nacional de la Unión Soviética o URSS.
El Vesenjá fue creado en 1917 y disuelto en 1932. Su propósito fue la supervisión y control de las industrias recientemente nacionalizadas. Tenía poderes para confiscar y expropiar. 
En cada una de las repúblicas de la Unión Soviética, existieron organizaciones subordinadas. Estas eran referidas con el acrónimo ВСНХ seguido de las siglas de la república correspondiente. El VSNJ de la URSS se denominaba ВСНХ СССР (VSNJ SSSR). El general, los Vesenjás de las repúblicas tenían control sobre industrias menores y de pequeña escala que empleaban materias primas locales y abastecían a los mercados regionales. Cualquier gran empresa industrial era controlada por cualquiera de los departamentos sectoriales del VSNJ de la URSS.

## Organización
Dentro del VSNJ, había departamentos de dos tipos.

### Departamentos de sector funcional
Estos departamentos tomaban decisiones relacionadas con las finanzas, planificación, política económica y investigación y desarrollo. 

### Departamentos de sector industrial
Los departamentos de este tipo fueron creados por decreto en 1926 y consistían en «departamentos jefe», conocidos como glavki (glávnye upravléniya). 
Los dirigentes de todos departamentos de este sector formaban el consejo del VSNJ de la Unión junto con los representantes de las repúblicas.

## Directores del VSNJ

### Directores del VSNJ de laRSFS de Rusia
- Valerián Obolenski (1917-1918)
- Alekséi Rýkov (1918-1920)
- Piotr Bogdánov (28/5/1921-9/5/1923)
- Alekséi Rýkov (9/5/1923-2/2/1924)
- Semión Lóbov (1926-1930)

### Directores del VSNJ de la URSS
- Alekséi Rýkov (1923-1924)
- Félix Dzerzhinski (1924-1926)
- Valerián Kúibyshev (1928-1930)
- Sergó Ordzhonikidze (1930-1932)